# ネバー・ゴーイング・ノーウェア
『ネバー・ゴーイング・ノーウェア』(Never Going Nowhere)はイギリスのロックバンド、ブルートーンズのシングル、もしくはその表題曲。『ルクセンブルク』からのセカンドシングルとして、全英40位に入った。現在のところ、これがブルートーンズの最後の全英トップ40入りシングル曲となっている。
表題曲は、『ルクセンブルク』収録曲の中では比較的従来のブルートーンズの曲に近く、マーク・モリスのお気に入りのシングル曲である。またカップリングの表題曲のリミックスバージョンは、なぜか『ア・ラフ・アウトライン』未収録である。

## 収録曲
- CD1

1. Never Going Nowhere
2. Suffer In Silence
3. Never Going Nowhere (69 Corp vs Bluetones)

- CD2

1. Never Going Nowhere
2. Pram Face
3. Choogie Monbassa

- 7"

1. Never Going Nowhere
2. Suffer In Silence